# 식품유통경제연구원
식품유통경제연구원은 농식품의 유통시스템에 관한 조사·연구, 협동조합 및 식품관련 기업에 대한 교육·자문활동을 통하여 식품유통시스템의 정착과 효율성 증진에 기여할 목적으로 2008년 2월 25일 설립된 대한민국 농림수산식품부 소관의 사단법인이다. 사무실은 서울특별시 강남구 대치동 511, 한보미도맨션 105-1405에 있다.

## 주요 사업
- 농식품 유통시스템과 소비전략에 관한 조사․연구
- 농식품 물류유통에 관한 조사․연구
- 협동조합 유통경제사업 강화를 위한 조사․연구
- 농식품 유통에 관한 자문, 교육, 지도사업
- 농식품 유통업체와 조직에 대한 경영 및 기술 컨설팅
- 농식품 사업에 관한 세미나, 토론회 등 개최 및 각종 자료발간